# Agrypon sericeum
Agrypon sericeum là một loài tò vò trong họ Ichneumonidae.